# Camion frigorifique

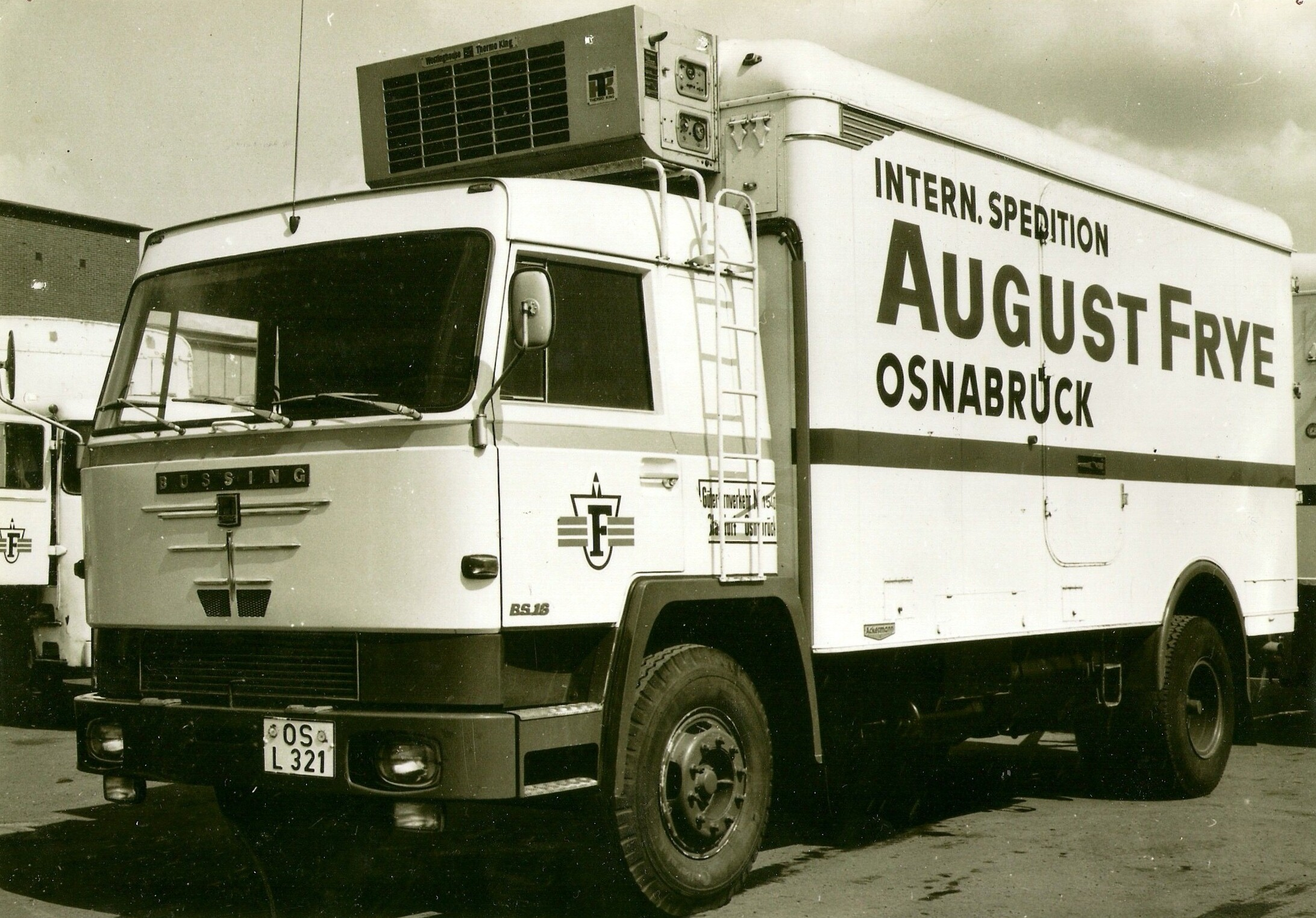
Camion frigorifique, vers 1970

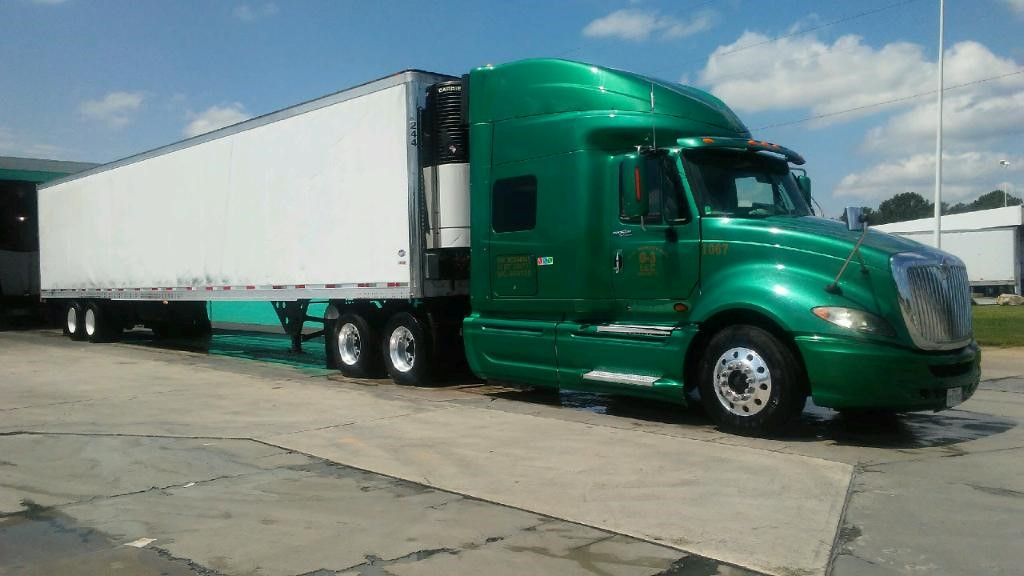
G-3 Resources LLC Truck

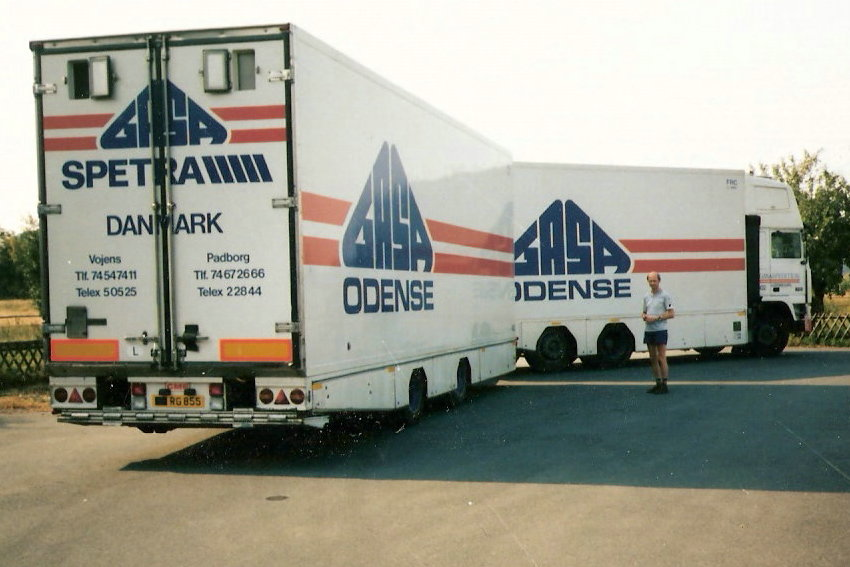
Camion danois avec sa remorque (18.35 m)

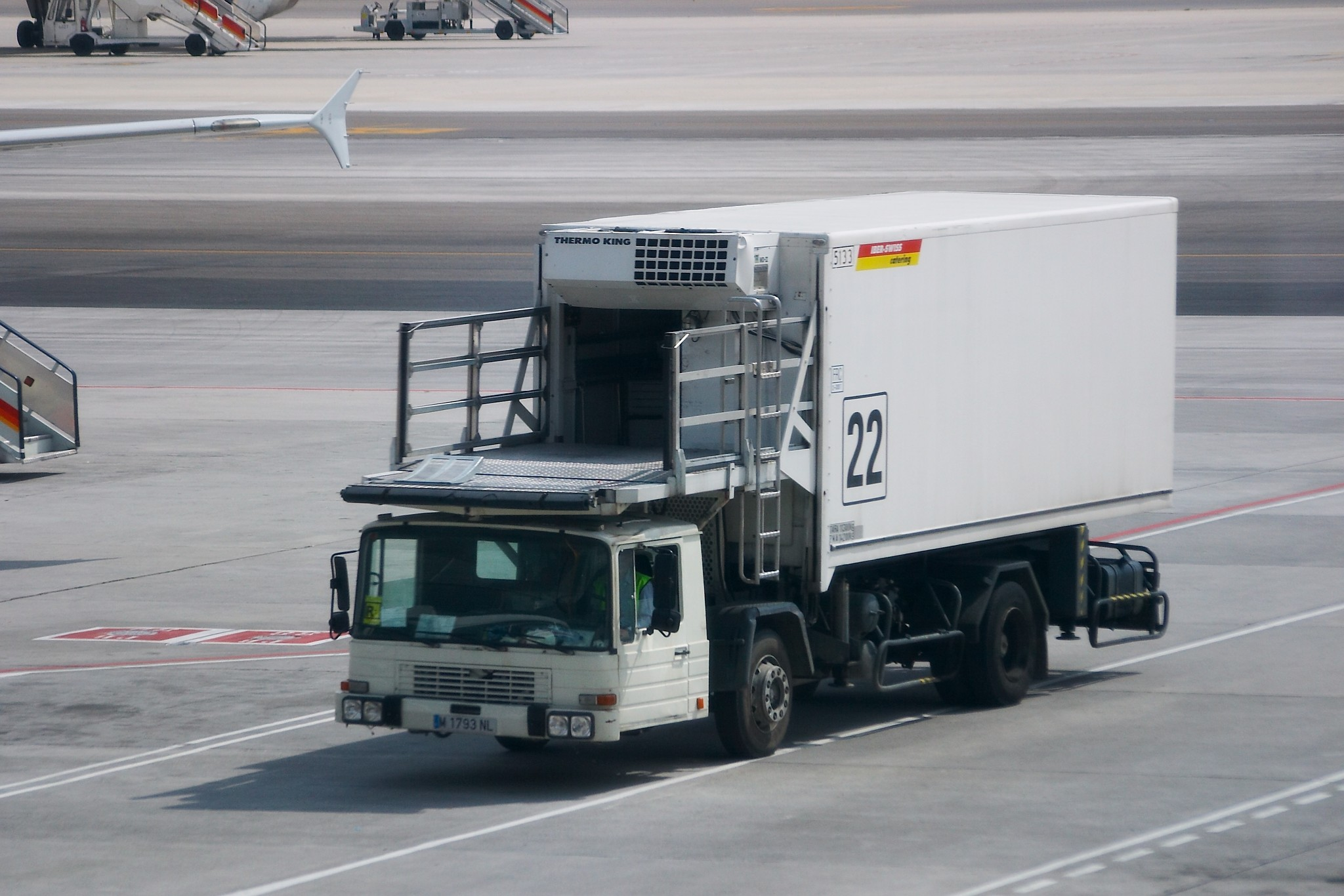
Camion adapté au chargement/déchargement d'avion dans un aéroport

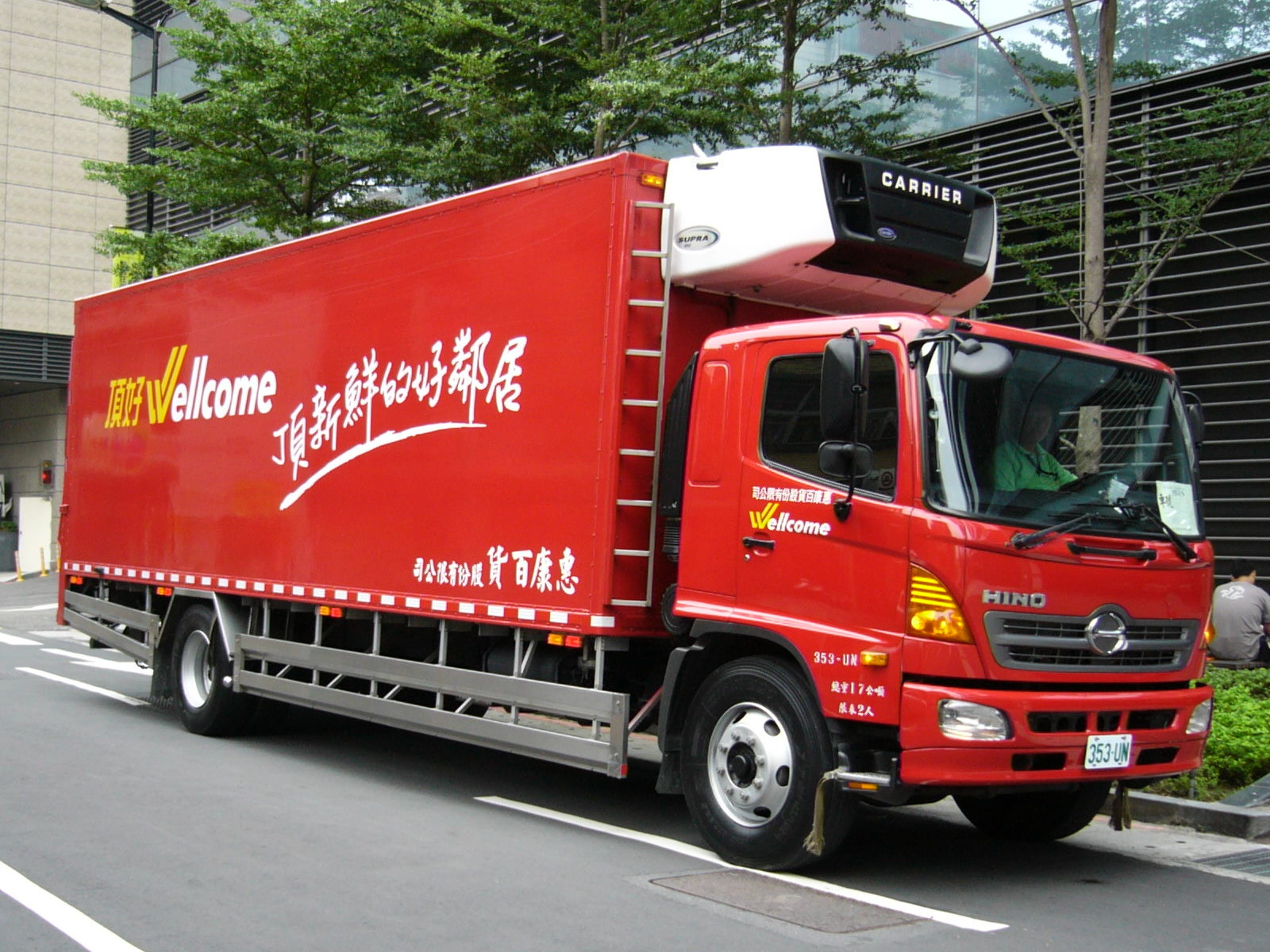
Un camion frigorifique Hino Ranger 353-UN du grand magasin Wellcome à Taïwan.

Un camion frigorifique est un camion (en plus petit on parlera de fourgon ou fourgonnette) spécialement conçu pour produire et conserver des frigories afin de pouvoir transporter les denrées périssables, tels que des aliments surgelés, de la viande, du poisson, du lait et des laitages, des fruits et les légumes... C'est un élément essentiel de la logistique du froid, principalement utilisé pour le respect de la chaine du froid (enjeu de sécurité alimentaire,)  dans le domaine agroalimentaire, mais il est parfois aussi utilisé pour transporter des produits chimiques sensibles à la température. Plus les portes restent ouvertes longtemps, plus le groupe frigorifique doit fonctionner et donc consommer de l'énergie.

## Fonctionnement
Les camions réfrigérateurs étaient autrefois refroidis à la glace (pour le transport de poissons notamment).
Ils sont aujourd'hui le plus souvent équipés de l'un des divers systèmes frigorifiques mécaniques alimentés par des moteurs diesel à faible cylindrée, ou utilisant dioxyde de carbone (soit  glace sèche ou sous forme liquide) comme agent de refroidissement.
Certains de ces camions sont équipés de portes ouvrant sur les côtés. d'autres sont équipés d'un systèmes de porte souple permettant de perdre moins de froid et donc économiser le carburant consommé par le groupe frigorifique. Des études et modélisations aérauliques, ont cherché à améliorer la maitrise de la circulation de l'air dans la zone froide (l'air chaud tend à monter et l'air froid à descendre, mais des turbulences perturbent la masse d'air lors des ouvertures de portes, des chargements et déchargements ; il est possible de créer un rideau d'air froid qui limite les pertes de frigories lors des ouvertures de portes).
Des alternatives sont recherchées aux gaz frigorigènes combustibles ou destructeurs de couche d'ozone. Le CO2 liquide est l'une des pistes explorées 

### Bonnes pratiques
Lors des chargements, déchargement et réagencement de la charge, les masses et palettes doivent toujours permettre une bonne circulation de l’air froid qui doit rester homogène dans chaque compartiment réfrigéré.
Le temps d’ouverture des portes doit être aussi réduit que possible et si possible sans exposer la zone des portes au plein soleil quand il fait chaud. Le groupe réfrigérant doit être soigneusement entretenu,.

## Températures
La plupart des camions frigorifiques modernes peuvent entretenir des températures comprises entre -40 et +20 °C.

## Charge utile
Elle est au maximum d'environ 24 tonnes en Europe.

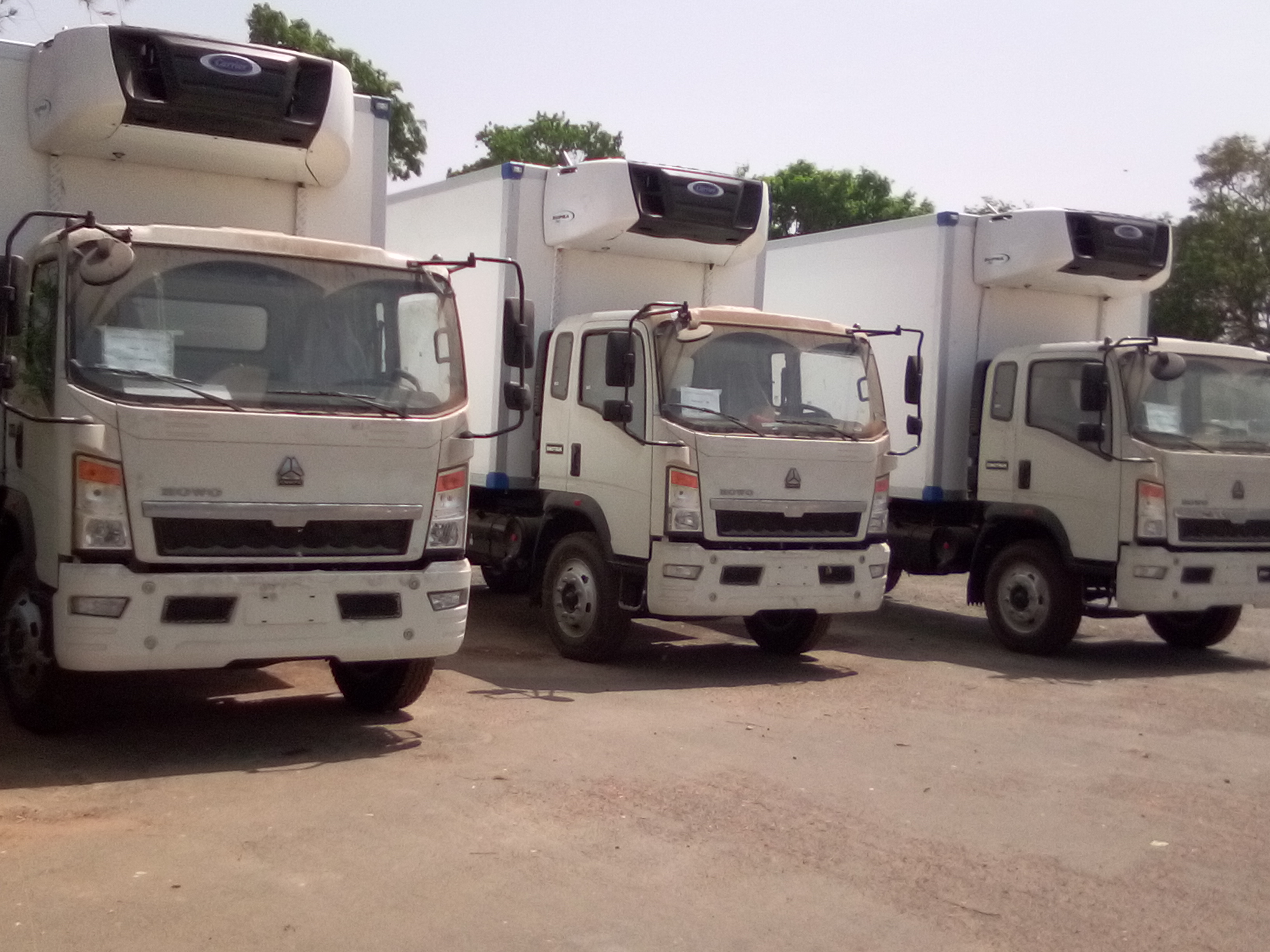
Camions frigorifiques neufs, sortant de l'usine Senbus au Sénégal

On cherche à rentabiliser tous les camions par des boucles logistique évitant le retour à vide, mais cela est plus difficile dans le domaine du frigorifique qui n'accepte qu'un nombre limité de marchandises.

## Multimodalité
Elle est relativement rare mais possible ; dans ce cas, un tracteur transporte un conteneur contenant une « unité de réfrigération ». Ce conteneur peut ensuite être transféré sur une péniche ou un cargo puis récupéré par un autre tracteur. Il existe aussi des bateaux frigorifiques et des wagons frigorifiques.
Étonnamment, les camions frigorifiques sont plus utilisés en hiver, quand il y a une demande significative pour transporter des produits chimiques à des températures relativement élevées (10 à 20 °C)[réf. nécessaire].
La plus grande partie du transport frigorifique à longue distance par camion est effectuée dans des  Camions articulés tirant des semi-remorques frigorifiques. La recherche porte aussi sur la pile à combustible comme source de puissance auxiliaire, qui permettrait notamment de moins polluer en ville 

## Historique
Les premiers camions réfrigérés par autre chose que de la glace (mécaniquement) semblent avoir été ceux  de l'industrie de la crème glacée vers 1925
En 2010, une estimation a porté à environ 4 millions le nombre de véhicules routiers réfrigérés en circulation dans le monde
En cas de pandémie ou de catastrophe, ils peuvent être réquisitionnés pour stocker (morgue) ou transporter des cadavres ; ainsi, lors d'une importante canicule à Athènes en Grèce (troisième décade de juillet 1987), le thermomètre a atteint 43,6 °C, et au moins 4 093 décès supplémentaires ont été déclarés en quelques jours (contre 2 083 pour la moyenne septennale) imposant de réquisitionner des camions frigorifiques pour en faire des morgues provisoires le temps de creuser des fosses communes dans les cimetières,,. Il en fut de même à Paris en 2003.
Autre cas particulier : en France, des camions blindés réfrigérants ont été utilisés pour transporter des armes chimiques de la Première Guerre mondiale dégradées (à partir du dépôt de Vimy vers des sites de stockage (anciens silos d'armes nucléaires) situés dans l'est de la France), en attendant la création d'une usine de démantèlement des armes chimiques (Projet Sécoia).

## En France
Le camion est en France le mode de transport de denrées alimentaires largement le plus utilisé entre les lieux de production et de distribution avec en 1995 environ 73.000 engins, dont 90 % environ sont de type « frigorifique ».
Dans les années 1990, la tendance est au camion polyvalent (–20 °C à +12 °C possibles dans la plupart des camions). Un camion peut ainsi transporter denrées réfrigérées, ou surgelées ou des crèmes glacées. Des camions compartimentés existent où des températures différentes sont entretenues (ils constituent en France 30 % des ventes de véhicules frigorifiques. Un système frigorifique spécifique est alors nécessaire
une cloison mobile intérieure peut être déplacée pour agrandir l'un ou l'autre des compartiments. Les camions destinés aux fruits et légumes disposent aussi parfois d'un système permettant d'y conserver un air plus humide propice à une meilleure conservation de ces denrées.

## Nuisances

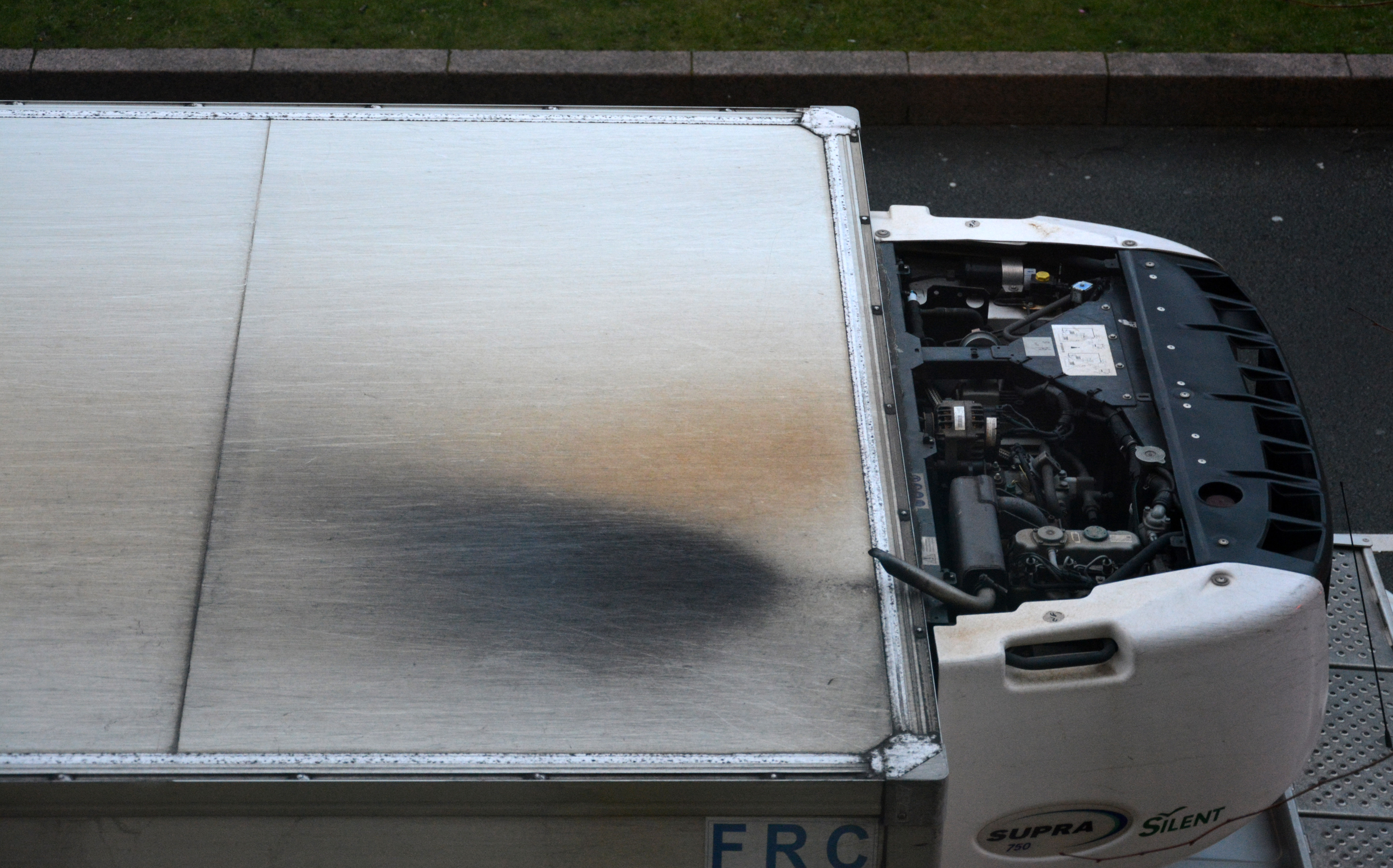
Pollution particulaire (particules de type noir de carbone/suies) avec nuisances sonores par un camion frigorifique à l'arrêt pour livraison à un petit supermarché (Lille, le 23 janvier 2018)

Par rapport aux autres camions, elles sont principalement dues au groupe frigorifique. Ce dernier, notamment s'il est mal réglé ou mal entretenu, peut émettre des fumées noires et malodorantes, souvent en hauteur, éventuellement à la hauteur des fenêtres des premiers étages des maisons riveraines. Et il est souvent bruyant, ce qui peut être gênant quand le camion livre tôt le matin ou tard le soir en centre-ville pour éviter la rupture de la chaine du froid, ces camions doivent pénétrer dans les villes où dans les quartiers anciens ils circulent parfois difficilement.

## En fin de vie
En France, après 12 ans, un camion frigorifique n'est plus autorisé à acheminer de la marchandise. Son dernier propriétaire (une société de transport en général) est responsable de son démantèlement dans de bonnes conditions. outre les isolants (mousse polyuréthane…), ce camion contient encore des fluides frigorigènes, généralement polluants et/ou destructeurs de la couche d'ozone et donc soumis à une réglementation spécifique (cf. Protocole de Montréal).
Certains de ces camions sont revendus dans des pays à la législation plus laxiste.
Un designer français, Frédéric Tabary, via un projet dénommé "Une villa en urgence", a testé l'aménagement d'une remorque de camion frigorifique en hébergement d'urgence mobile. Un camion de 30 m2 peut accueillir 6 à 12 couchages (si lits superposés), une salle de bains avec une douche, un lavabo et un WC.
C'est l'association Home 311 (association loi de 1901 d’intérêt général) qui pilote ce projet en France.
Sur la base de l'idée de Frédéric Tabary, une classe de CAP Maintenance des Bâtiments de Collectivités (Lycée Joseph Wresinski - Angers 49) s'est lancée entre 2019 et 2021 dans la réalisation d'un habitat d'urgence, géré par l'association Emmaüs Angers. Elle a été surnommée "La Remorque de l'Espoir". Elle est composée de 4 chambres desservies par une coursive, d'une salle d'eau et de toilettes, ainsi que d'un local technique,.